# Forever for Now (April Wine)
Forever for Now è il sesto album in studio del gruppo rock canadese April Wine, pubblicato nel 1977.

## Tracce
Tutte le tracce sono di Myles Goodwyn, eccetto dove indicato.
1. Forever for Now – 3:04
2. Child's Garden – 4:37
3. Lovin' You – 3:33
4. Holly Would – 3:44
5. You Won't Dance with Me – 5:10
6. Come Away (George Bowser, Peter Jupp) – 3:52
7. Mama Laye – 4:15
8. I'd Rather Be Strong – 4:41
9. Hard Times (Jimmy Dean, Goodwyn) – 2:39
10. Marjorie – 3:44

## Formazione
- Myles Goodwyn – chitarra, tastiera, voce
- Gary Moffet – chitarra, voce
- Jerry Mercer – percussioni, voce
- Steve Lang – basso